# Menat
Menat [məna] est une commune française, située dans le département du Puy-de-Dôme en région Auvergne-Rhône-Alpes.

## Géographie

### Localisation
Menat se trouve dans la région naturelle des Combrailles. La rivière de la Sioule forme la limite est du territoire communal.
Le village a été bâti au sein-même d'un ancien volcan, plus précisément dans un ancien maar.

### Communes limitrophes
Ses communes limitrophes sont :
| Saint-Éloy-les-Mines, Youx | Moureuille      | Servant            |
|                            | Menat           | Pouzol             |
| Neuf-Église                | Ayat-sur-Sioule | Saint-Rémy-de-Blot |

### Voies de communication et transports
Menat est desservie par la route départementale 2144 et se situe à proximité de l'autoroute A71, sortie 12.1 desservant Combronde.

### Climat
Pour des articles plus généraux, voir Climat d'Auvergne-Rhône-Alpes et Climat du Puy-de-Dôme.
En 2010, le climat de la commune est de type climat océanique dégradé des plaines du Centre et du Nord, selon une étude du Centre national de la recherche scientifique s'appuyant sur une série de données couvrant la période 1971-2000. En 2020, Météo-France publie une typologie des climats de la France métropolitaine dans laquelle la commune est exposée à un climat de montagne ou de marges de montagne et est dans la région climatique Ouest et nord-ouest du Massif Central, caractérisée par une pluviométrie annuelle de 900 à 1 500 mm, maximale en automne et en hiver.
Pour la période 1971-2000, la température annuelle moyenne est de 10,5 °C, avec une amplitude thermique annuelle de 15,9 °C. Le cumul annuel moyen de précipitations est de 737 mm, avec 10,2 jours de précipitations en janvier et 7,1 jours en juillet. Pour la période 1991-2020, la température moyenne annuelle observée sur la station météorologique de Météo-France la plus proche, « Echassières_sapc », sur la commune d'Échassières à 9 km à vol d'oiseau, est de 10,3 °C et le cumul annuel moyen de précipitations est de 847,3 mm,. Pour l'avenir, les paramètres climatiques de la commune estimés pour 2050 selon différents scénarios d'émission de gaz à effet de serre sont consultables sur un site dédié publié par Météo-France en novembre 2022.

## Urbanisme

### Typologie
Au 1er janvier 2024, Menat est catégorisée commune rurale à habitat très dispersé, selon la nouvelle grille communale de densité à sept niveaux définie par l'Insee en 2022.
Elle est située hors unité urbaine. Par ailleurs la commune fait partie de l'aire d'attraction de Saint-Éloy-les-Mines, dont elle est une commune de la couronne,. Cette aire, qui regroupe 15 communes, est catégorisée dans les aires de moins de 50 000 habitants,.

### Occupation des sols
L'occupation des sols de la commune, telle qu'elle ressort de la base de données européenne d’occupation biophysique des sols Corine Land Cover (CLC), est marquée par l'importance des territoires agricoles (59,9 % en 2018), en diminution par rapport à 1990 (63,9 %). La répartition détaillée en 2018 est la suivante : prairies (40,4 %), forêts (36 %), zones agricoles hétérogènes (19,5 %), zones urbanisées (4,1 %). L'évolution de l’occupation des sols de la commune et de ses infrastructures peut être observée sur les différentes représentations cartographiques du territoire : la carte de Cassini (XVIIIe siècle), la carte d'état-major (1820-1866) et les cartes ou photos aériennes de l'IGN pour la période actuelle (1950 à aujourd'hui).

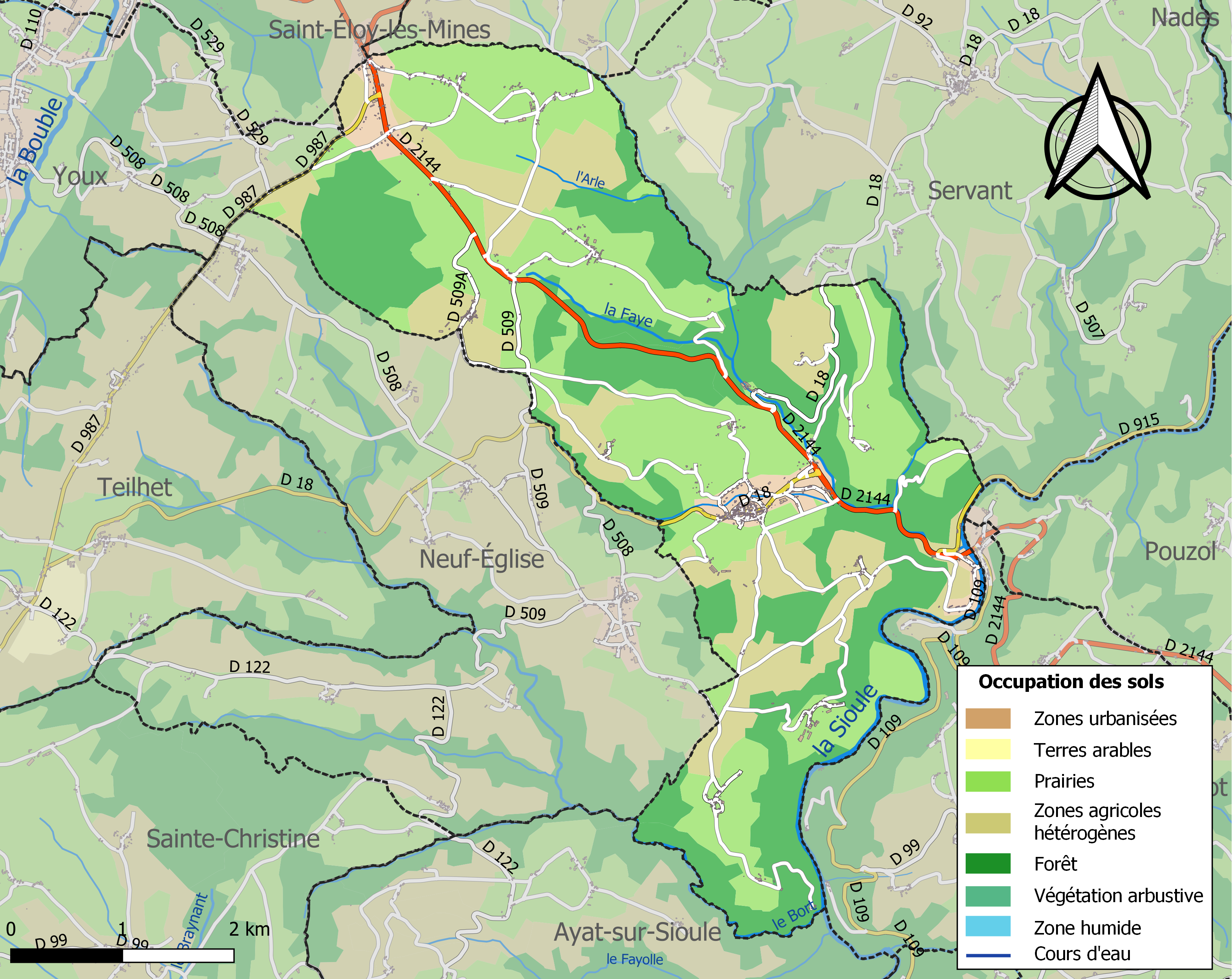
Carte des infrastructures et de l'occupation des sols de la commune en 2018 (CLC).

## Toponymie
Les habitants de Menat sont appelés les Menatois.
L'origine du nom de Menat remonterait au VIe siècle avec les formes latines Manathensis ou Cellula Manatensis (cellula dans le sens de « cellule » de moines, en somme d'un petit monastère). On retrouve Menatum dans un document de 1286. Le toponyme viendrait de Mansio (« maison ») ou du patronyme latin Maso.
Albert Dauzat et Charles Rostaing hésitent entre un dérivé de mansio (qui donne le mot manse, une tenure agricole) ou du nom d'homme latin Maso, l'un ou l'autre assortis du suffixe de langue gauloise -acum. Mais les attestations du VIe siècle fragilisent à la fois la présence du suffixe, qui n'a pu donner -at que bien après cette époque, et celle d'un -s- dans le radical .

## Histoire

### Avant la Révolution française
Sous l'Ancien Régime, au moins depuis le XIVe siècle, Menat était un des quinze archiprêtrés du diocèse de Clermont.
Le territoire de la commune de Menat, comme les communes voisines, faisait partie de la Généralité de Moulins et de son élection de Gannat.

### Constitution de la commune
À la formation des communes en 1790, Neuf-Église et Menat furent réunies en une seule entité communale appelée « Menat ». La paroisse de Menat fut incluse dans celle de Neuf-Église bien qu'étant chef-lieu de canton. Progressivement, Menat s'imposa. Mais la mésentente perpétuelle des deux sections communales poussa Neuf-Église à demander son indépendance. Le processus administratif fut long, mais grâce à l'appui d'Henri Lecoq (savant botaniste et géologue et doyen de la faculté des sciences de Clermont-Ferrand, propriétaire et conseiller municipal de la commune) l'affaire aboutit en 1883. C'est son neveu lui aussi appelé Henri Lecoq qui fut le premier maire de Neuf-Église.
Entre les recensements de 1881 et 1886, la commune de Menat perdit 719 habitants à cause de la scission. On peut donc estimer que la section de Neuf-Église représentait environ 35 % de la population communale.

## Politique et administration

### Découpage territorial
La commune de Menat est membre de la communauté de communes du Pays de Saint-Éloy, un établissement public de coopération intercommunale (EPCI) à fiscalité propre créé le 1er janvier 2017 dont le siège est à Saint-Éloy-les-Mines. Ce dernier est par ailleurs membre d'autres groupements intercommunaux. Jusqu'en 2016, elle était membre de la communauté de communes du Pays de Menat.
Sur le plan administratif, elle est rattachée à l'arrondissement de Riom depuis 1801, à la circonscription administrative de l'État du Puy-de-Dôme et à la région Auvergne-Rhône-Alpes. Elle était chef-lieu de canton jusqu'en mars 2015.
Sur le plan électoral, elle dépend du canton de Saint-Éloy-les-Mines pour l'élection des conseillers départementaux, depuis le redécoupage cantonal de 2014 entré en vigueur en 2015, et de la deuxième circonscription du Puy-de-Dôme pour les élections législatives, depuis le dernier découpage électoral de 2010 (sixième circonscription avant 2010).

### Élections municipales et communautaires

#### Élections de 2020
Le conseil municipal de Menat, commune de moins de 1 000 habitants, est élu au scrutin majoritaire plurinominal à deux tours avec candidatures isolées ou groupées et possibilité de panachage. Compte tenu de la population communale, le nombre de sièges à pourvoir lors des élections municipales de 2020 est de 15. Sur les trente-cinq candidats en lice, quinze ont été élus dès le premier tour, le 15 mars 2020, avec un taux de participation de 74,42 %.

#### Chronologie des maires
| Période                                  | Période                   | Identité         | Étiquette | Qualité                                           |
| ---------------------------------------- | ------------------------- | ---------------- | --------- | ------------------------------------------------- |
| Les données manquantes sont à compléter. |                           |                  |           |                                                   |
| mars 1945                                | février 1977              | Georges Raphanel | PS        | Conseiller général du canton de Menat (1958-1970) |
| mars 1977                                | mars 2008                 | Guy Brunet       | PCF       | Conseiller général du canton de Menat (1988-2008) |
| mars 2008                                | mai 2020                  | Daniel Mazuel    |           |                                                   |
| mai 2020                                 | En cours (au 5 juin 2020) | Jean-Yves Arnaud |           |                                                   |

## Population et société

### Démographie
L'évolution du nombre d'habitants est connue à travers les recensements de la population effectués dans la commune depuis 1793. Pour les communes de moins de 10 000 habitants, une enquête de recensement portant sur toute la population est réalisée tous les cinq ans, les populations de référence des années intermédiaires étant quant à elles estimées par interpolation ou extrapolation. Pour la commune, le premier recensement exhaustif entrant dans le cadre du nouveau dispositif a été réalisé en 2007.

En 2022, la commune comptait 543 habitants, en évolution de −1,99 % par rapport à 2016 (Puy-de-Dôme : +2,1 %, France hors Mayotte : +2,11 %).
| 1793  | 1800  | 1806  | 1821  | 1831  | 1836  | 1841  | 1846  | 1851  |
| ----- | ----- | ----- | ----- | ----- | ----- | ----- | ----- | ----- |
| 1 705 | 1 748 | 1 791 | 1 798 | 2 020 | 2 155 | 2 241 | 2 262 | 2 276 |

| 1856  | 1861  | 1866  | 1872  | 1876  | 1881  | 1886  | 1891  | 1896  |
| ----- | ----- | ----- | ----- | ----- | ----- | ----- | ----- | ----- |
| 2 223 | 2 184 | 2 154 | 2 115 | 1 956 | 2 030 | 1 311 | 1 310 | 1 342 |

| 1901  | 1906  | 1911  | 1921  | 1926  | 1931  | 1936  | 1946 | 1954  |
| ----- | ----- | ----- | ----- | ----- | ----- | ----- | ---- | ----- |
| 1 298 | 1 286 | 1 270 | 1 289 | 1 160 | 1 100 | 1 108 | 975  | 1 008 |

| 1962  | 1968 | 1975 | 1982 | 1990 | 1999 | 2006 | 2007 | 2012 |
| ----- | ---- | ---- | ---- | ---- | ---- | ---- | ---- | ---- |
| 1 002 | 912  | 813  | 703  | 640  | 610  | 594  | 592  | 557  |

| 2017 | 2022 | - | - | - | - | - | - | - |
| ---- | ---- | - | - | - | - | - | - | - |
| 547  | 543  | - | - | - | - | - | - | - |

## Culture et patrimoine

### Lieux et monuments

#### L'église de Menat
Il s'agit d'un monument qui a été modifié plusieurs fois au cours des siècles, mais dont la partie la plus ancienne (la nef romane) date du XIIe siècle.

#### Gisement de fossiles et musée paléontologique

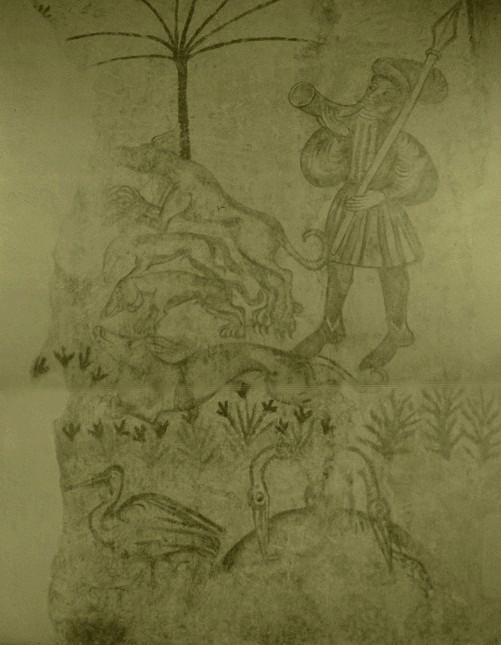
Peinture murale du XVe siècle.

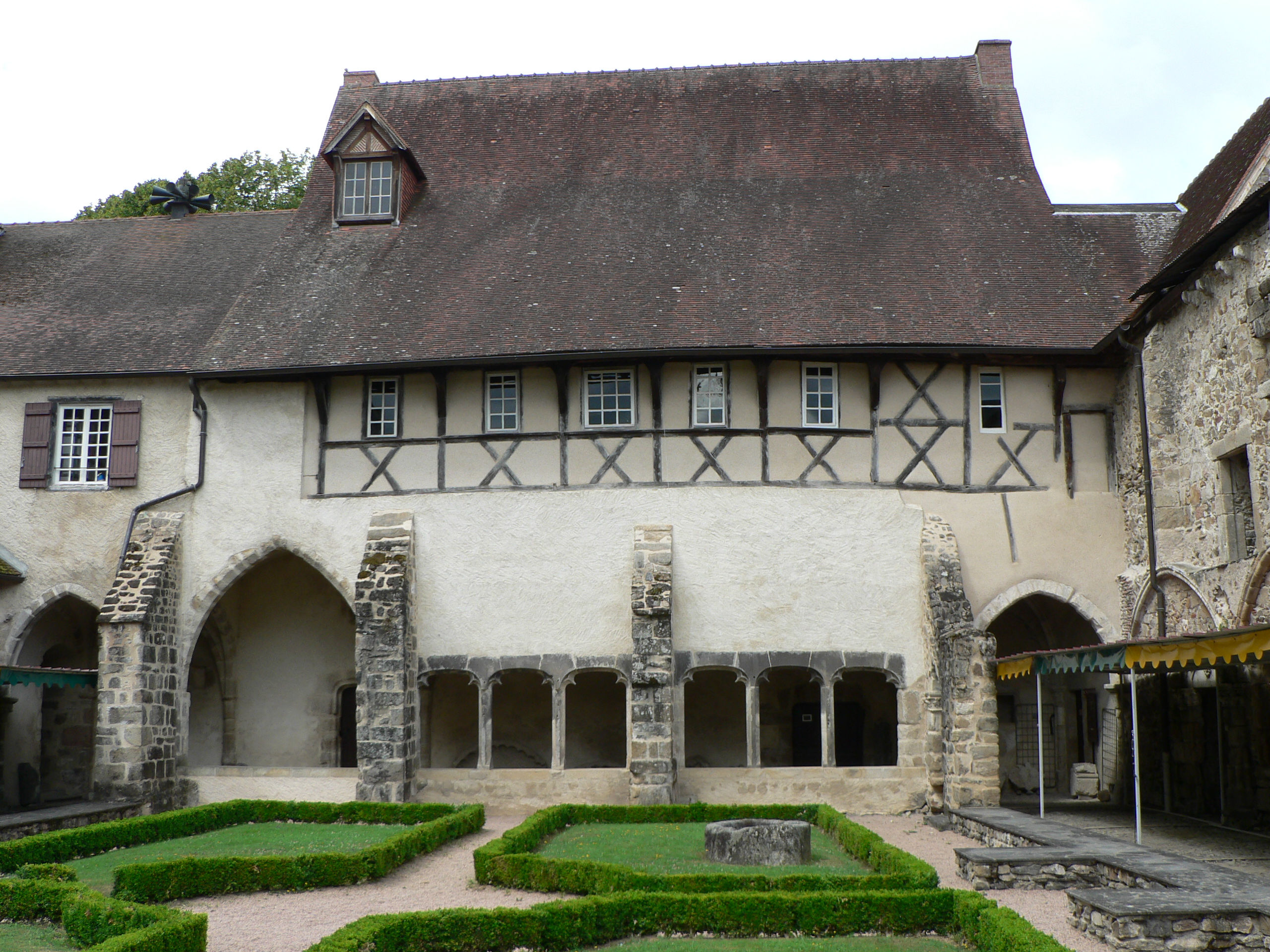
Cloître de l'abbaye de Menat.

Menat est un site paléontologique unique en Europe qui témoigne de 56 millions d'années de vie végétale et animale, soit bien avant l'apparition de l'homme. De nombreux fossiles ont été découverts extraits des schistes. Un musée dédié a été inauguré en 1980 et aménagé dans l'ancien château abbatial (aujourd'hui mairie).
Au premier étage de la mairie, on trouve des peintures murales du XVe siècle, dont un calendrier roman.

#### Abbaye de Menat
Un monastère existait déjà au VIe siècle, d'après la Vie de saint Avit puisque ce dernier étudia à l'école monastique de Menat. L'abbaye a été restaurée par Ménélée, né en Anjou, qui vint à Menat entre 685 et 690. Aidé de ses compagnons, Savinien et Constance, il releva le monastère détruit au cours des guerres de succession à la mort de Clotaire Ier. Il y imposa la règle de saint Benoît. C'est la raison pour laquelle l'abbaye porte le vocable de « Saint-Ménélée », en souvenir de son fondateur.
En 812, le roi Louis le Pieux rétablit plusieurs monastères du royaume d'Aquitaine, en particulier en Auvergne. Il accorda divers privilèges à celui de Menat comme l'exemption de toute redevance, de tout service militaire.
Le 12 août 1107, le pape Pascal II adressa une bulle à Hugues de Semur, abbé de Cluny qui plaça l'abbaye de Menat sous la dépendance de l'ordre de Cluny. Une confirmation intervint en 1632, lorsque Richelieu décida de soumettre à nouveau l'abbaye de Menat à l'autorité de l'abbaye de Cluny pour y rétablir la discipline. Pour cette raison, la commune de Menat adhère aujourd'hui à la Fédération des sites clunisiens, association européenne qui s'occupe de la promotion des sites historiques qui dépendaient de l'ordre de Cluny.
Au moment de l'extinction des ordres monastiques à la Révolution française, l'abbaye de Menat ne compte plus que trois religieux. Les bâtiments sont vendus au titre des biens nationaux et trouvent différents acquéreurs privés. Une partie du cloître est démolie, une autre est laissée à la disposition de la commune pour servir de presbytère,.

#### Château des Deux Forts
Le site présente une motte défendue par un double fossé qui a fait l'objet de dégagements dans la première moitié du XXe siècle afin de retrouver le caveau mortuaire de saint Brachion. Au cours des travaux fut mis au jours deux cavités : l'une dans la face sud, l'autre dans la face nord.

#### Le pont de Menat
Le pont de Menat est un pont médiéval en dos d'âne dont l'origine est incertaine. Il est situé sur la rivière de la Sioule, pour moitié sur les communes de Menat et de Saint-Rémy-de-Blot.
Il aurait été implanté sur l'ancienne voie romaine d'Augustonemetum à Aquae Nerii. Bâti au XIIe siècle, il était au Moyen Âge, le seul passage sur la Sioule entre Ébreuil et Châteauneuf-les-Bains. Cette rivière était alors une voie de pénétration entre l'Auvergne et la seigneurie de Bourbon.
La première mention connue de ce pont est à l'occasion d'un procès entre l'abbé de Menat et le seigneur de Château-Rocher en 1344. Le pont est mentionné comme existant depuis plus de 75 ans.
La travée de la rive gauche a été emportée par une crue au XVIIIe siècle et ne fut reconstruite qu'au début du XXe siècle. Grâce à des travaux de consolidation, le pont a été utilisé comme unique moyen de franchissement de la Sioule au niveau de Menat, jusqu'en 1839, date de la construction du nouveau pont.
À l'origine, il devait vraisemblablement exister un pont flottant gallo-romain, c'est-à-dire un système de barques en bois mobiles, attachées les unes aux autres.

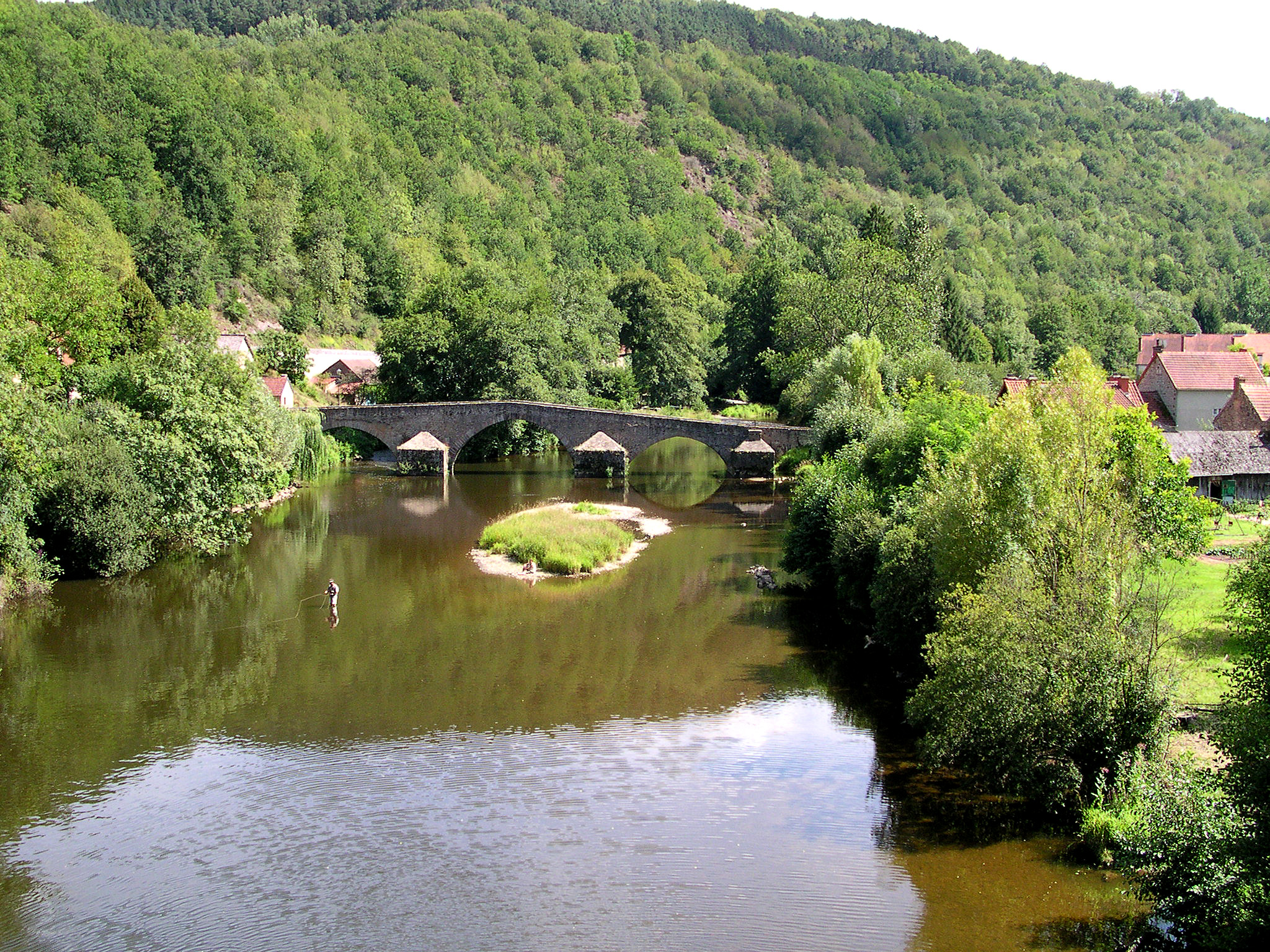
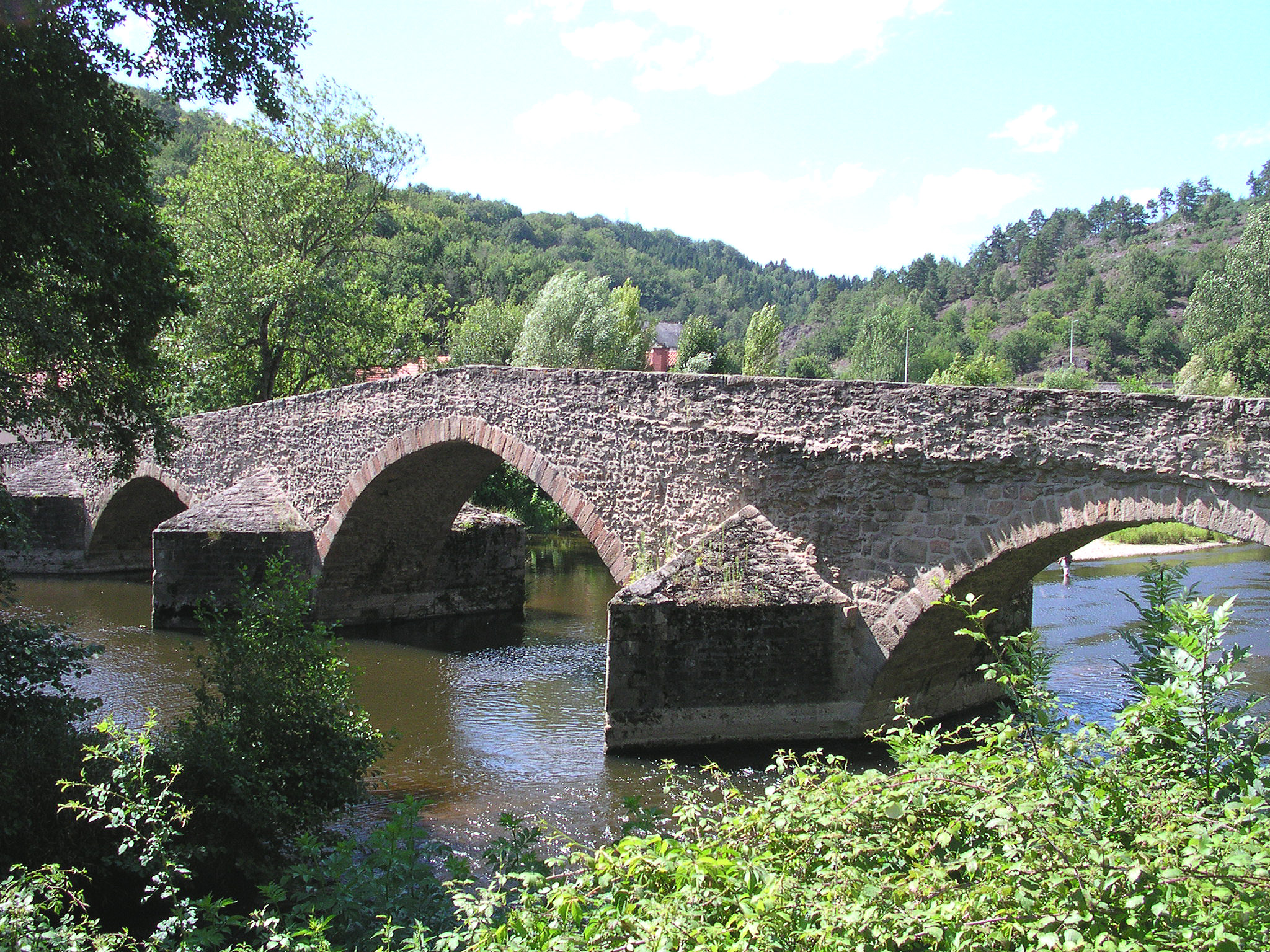

#### L'arboretum du bois des Brosses
En 1975, le SIVOM du canton de Menat achète le bois des Brosses, près du village de Piogat (commune de Menat). La forêt est gérée par l'ONF. L'arboretum a été créé en 1978 lors du reboisement du Bois des Brosses, grâce à la volonté des élus locaux et avec l'aide de l'ONF. Il s'agit d'un arboretum « forestier » dont le boisement a été complété en 1998. Situé à une altitude de 640 m, l'arboretum dépend d'un climat subatlantique. Le sol est peu profond et filtrant. Les conditions écologiques étant assez pauvres sur le plan de la production, l'arboretum est plutôt réservé à des essences frugales comme les conifères. vingt-sept espèces ont été plantées (dix-neuf types de conifères et huit de feuillus), principalement pour leur qualité de production de bois et d'autres pour leur esthétique.
- Grosse Pierre du Bois des Brosses : menhir situé dans l’arboretum du même nom, mesurant 4,35 m de hauteur (base enterrée incluse).

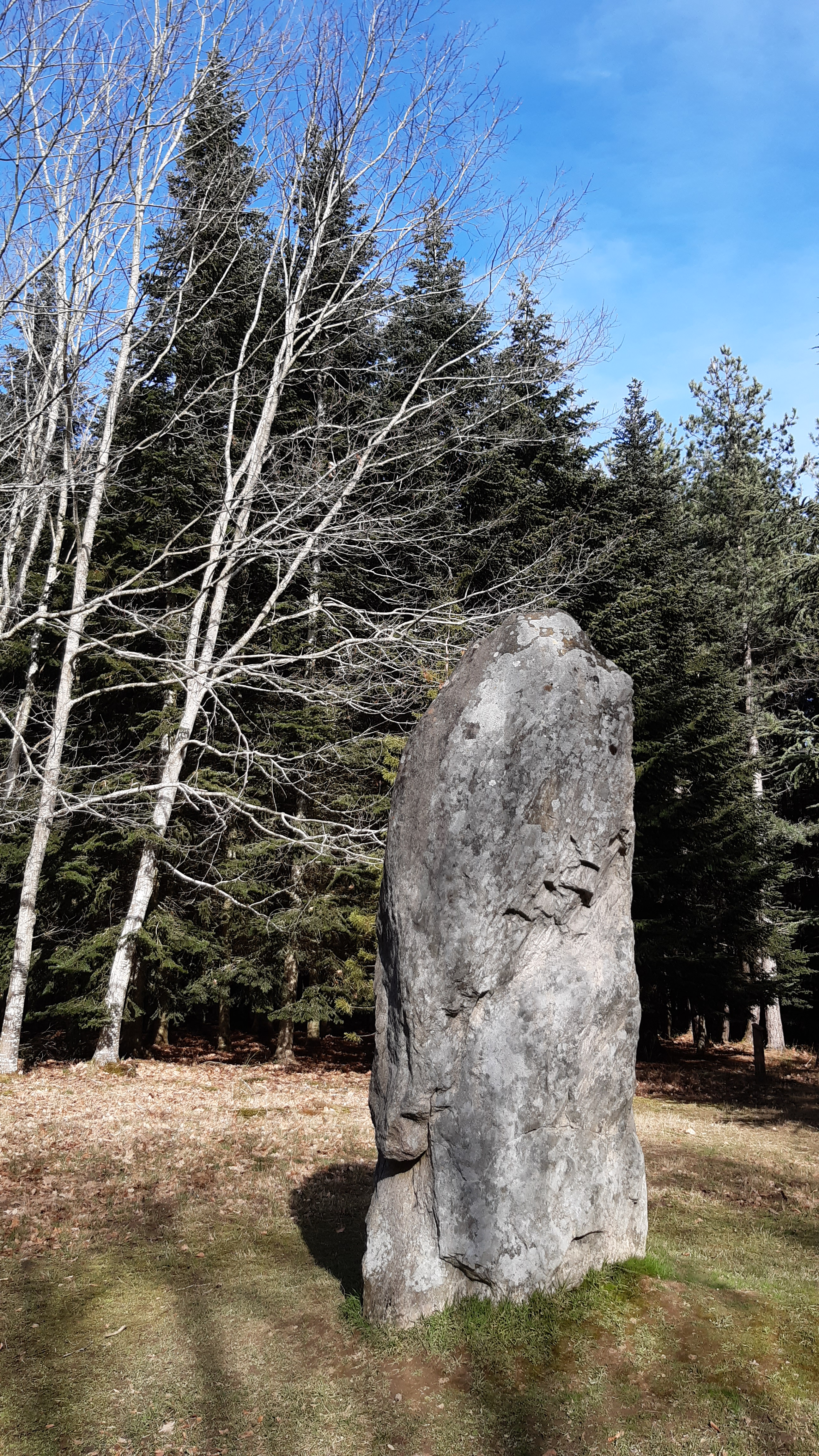
Menhir de Menat, également appelé "Grosse Pierre du Bois des Brosses".
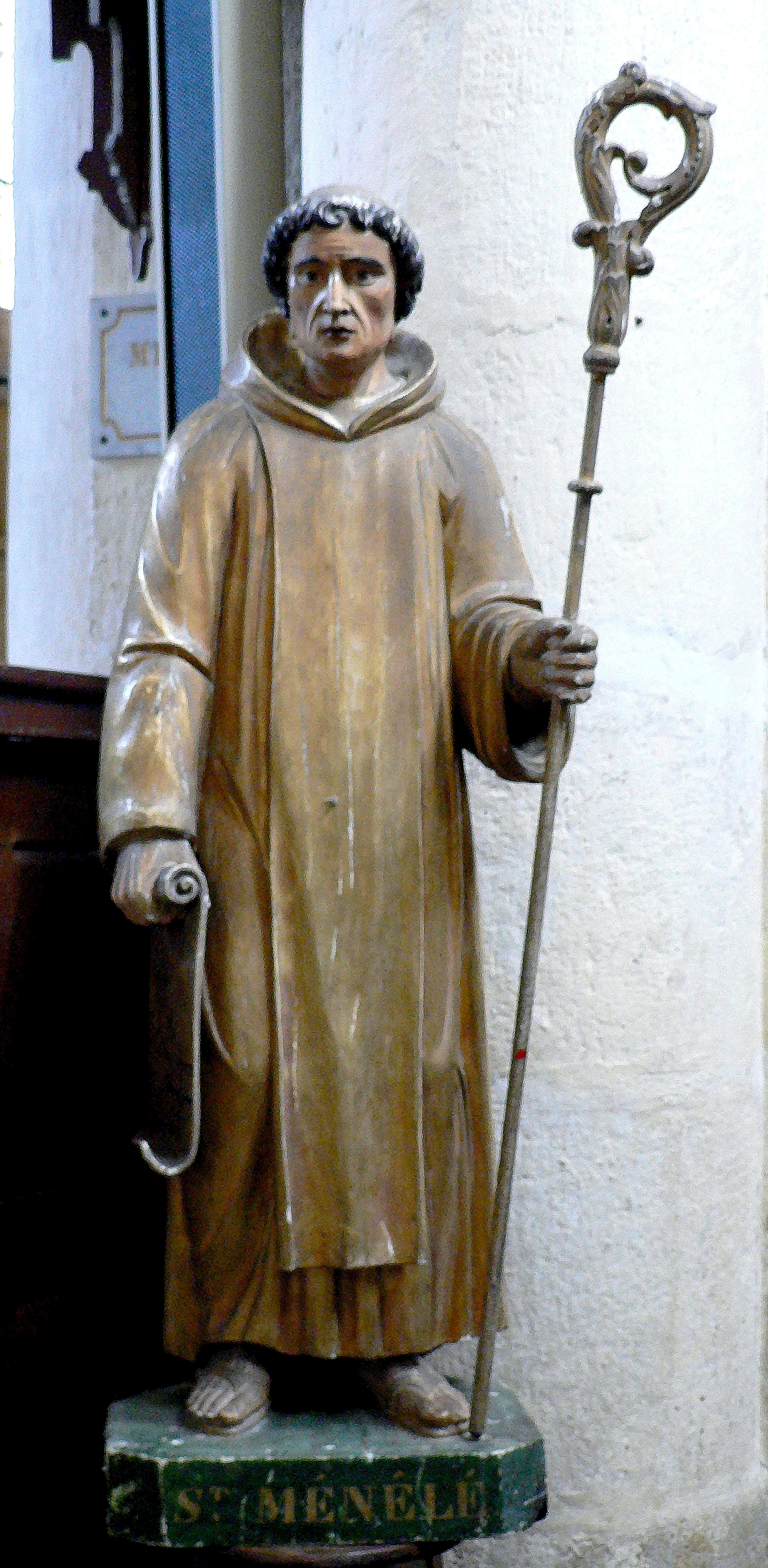
Saint Ménélé (statue dans l'église de Menat).

### Personnalités liées à la commune
- Saint Ménélé, premier abbé de Menat à partir de 576. Un chapiteau à quatre faces de l'ancien chœur roman déposé dans la nef de l'église retrace des épisodes de sa vie : fiançailles rompues, son investiture, et la construction du monastère.
- Simon Bouer, sculpteur qui a réalisé en 1673 les boiseries de l'abbaye de Moutier-d'Ahun.

### Héraldique
| Blason de Menat | Blason  | De sinople au pont en dos d'âne de trois arches d'or sur une champagne ondée d'argent chargée de quatre burelles ondées du champ, à la crosse aussi d'or brochant sur le tout, la tête rayonnant de huit éclairs d'argent, les deux derniers pointant vers la champagne derrière le pont                                        |
| Blason de Menat | Détails | Le pont fait référence à celui de Menat, de construction médiévale, qui enjambe la Sioule. Les vagues représentent donc ladite rivière. La crosse est celle de l'abbé de Menat. Enfin, les éclairs pourraient illustrer le rayonnement de l'abbaye clunisienne qui possédait plusieurs prieurés. Blason officiel de la commune. |